# ГАЗ-16
ГАЗ-16 «Чайка», ГАЗ-16А, ГАЗ-16Б — экспериментальные советские автомобили повышенной проходимости с аэродинамической разгрузкой, разработанные в 1960 году рабочей группой конструкторско-экспериментального отдела Горьковского автомобильного завода (КЭО ГАЗ) под руководством ведущего конструктора А. А. Смолина, при участии группы сотрудников НАМИ под руководством В. И. Ханжонкова, и построенные в 1962 году при участии авиационного завода им. Серго Орджоникидзе.
ГАЗ-16 и его модификации представляли собой попытку создания универсального наземного транспорта, сочетающего положительные качества автомобиля (экономичность, высокий ресурс при движении по благоустроенным дорогам) и судна на воздушной подушке (проходимость).
Для движения аппарата в обычном режиме использовались шасси автомобильного типа, с независимой передней подвеской по типу «Волги» ГАЗ-21, рулевым управлением и гидравлической тормозной системой, и автомобильная трансмиссия, вместе обеспечивавшие на шоссе скорость до 170 км/ч (крейсерская скорость 65—70 км/ч). При преодолении участков бездорожья шасси убиралось гидравлическим приводом, и в дело вступала обеспечиваемая двумя нагнетающими воздух под днище вентиляторами диаметром по 1200 мм воздушная подушка, которая поднимала аппарат над полотном дороги примерно на 150 мм. Удержание воздушной подушки осуществлялось без использования гибкой юбки, за счёт самой формы корпуса, в нижней части имевшего специальные щели, расположенные под углом 45° к продольной плоскости аппарата — в них через сопловые отверстия нагнетался воздух от вентиляторов. Автомобиль мог преодолевать даже водные преграды, правда, создавая при этом сильный водяной туман. Двигатель был позаимствован у автомобиля ГАЗ-13 «Чайка» (V8, 5,5 л, 195 л.с.).
Первый вариант, ГАЗ-16, не имел маршевых воздушных винтов — для поступательного движения и маневрирования в воздухе использовались потоки воздуха от основных вентиляторов, направляемые специальными жалюзи, управляемыми из кабины водителя. Испытания показали низкую эффективность такого решения — скорость достигала лишь 40 км/ч, управление при помощи жалюзи оказалось малодействительным, при отводе воздуха от нагнетающих вентиляторов автомобиль сильно «проседал».
По результатам первого этапа испытаний был построен усовершенствованный вариант аппарата — ГАЗ-16А. Он отличался главным образом установкой вспомогательных маршевых двигателей (2×28 л.с., мотоциклетного типа), которые при помощи карданной передачи приводили в движение два вращающихся навстречу друг другу трёхлопастных винта, вынесенных на специальные пилоны в хвостовой части. Трансмиссия обеспечивала возможность реверса, а поворотные воздушные рули на кожухах вентиляторов — маневрирование.
Впоследствии был построен ещё один модернизированный вариант, ГАЗ-16Б, имевший более высокие технико-экономические показатели. Главным отличие его было использование для привода как нагнетающих вентиляторов, так и маршевых винтов газотурбинного двигателя ГТД-350 (от вертолёта Ми-2) мощностью 394 л.с.
Между тем, внятного представления о том, каким образом может быть применено подобное транспортное средство, так и не возникло, и со временем работы в этом направлении были свёрнуты. В целом, ГАЗ-16 сочетал недостатки как колёсной техники, так и аппаратов на воздушной подушке: был сложен по конструкции, громоздок, неэкономичен, имел невысокую грузоподъёмность и крайне ограниченную область применения. Главным недостатком же было крайне нерациональное использование мощности двигателя для создания воздушной подушки под днищем: победу в конечном итоге одержали суда на воздушной подушке с гибкой юбкой («ховеркрафты»).
Фрагмент корпуса ГАЗ-16А хранится в Музее ПАО ГАЗ.